# Proxyon
Proxyon – holenderski projekt muzyczny, tworzący muzykę spacesynth, powstały w roku 1987. Założycielami byli Michiel van der Kuy, wówczas członek zespołu Laserdance oraz bracia Rob van Eijk i Michiel van Eijk.

## Muzyka
Twórczość Proxyon, z czasów oryginalnego składu zespołu, nie odbiega od klasycznego stylu spacesynth, który można usłyszeć na płytach Laserdance. Nie było to jednak naśladownictwo, bowiem Proxyon powstał jako "efekt uboczny" nagrań, produkowanych w prywatnym studiu Michiela van der Kuya dla Laserdance. Van der Kuy współpracował wówczas z Robem van Eijkiem, lecz nie wszystkie utwory mogły zmieścić się na płytach Laserdance, wydawanych przez wytwórnię Hotsound Records. Dwa utwory van der Kuy wydał pod szyldem Rygar, a pozostały, nie wykorzystany materiał muzyczny oraz nowe utwory, napisane wspólnie z Michielem van Eijkiem, przedstawiono holenderskiej wytwórni Rams Horn Records. Jej właściciel, jako nazwę nowego projektu muzycznego zaproponował Proxyon, którą zaczerpnął z pewnej książki. W tym składzie zespół nagrał dwa albumy Proxyon oraz The Interplanetery Mission. Trzeci, ostatni album The Return of Tarah, skomponowany przez innego autora ukrywającego się pod pseudonimem Jay Vee, zawierał muzykę spacesynth nieco odmienną wobec wcześniejszych nagrań.

## Dyskografia

### Albumy
- 1989: Proxyon
- 1992: The Interplanetery Mission
- 1993: The Return of Tarah

### Składanki
- 1995: Space Intermission
- 2005: Hypersound Outta Space

### Single
- 1987: Space Hopper
- 1988: Space Travellers
- 1988: Space Travellers
- 1988: Space Warriors
- 1989: Space Guards
- 1990: Magic Space Fly
- 1991: Space Force